# Frédéric Didier
Frédéric Didier, né le 31 juillet 1960 à Boulogne-Billancourt (Hauts-de-Seine), est un architecte français, architecte en chef des monuments historiques, notamment chargé du château et de la ville de Versailles.

## Biographie
Fils de l’assistant-metteur en scène de Pierre Dux, comédien et professeur d'art dramatique au cours Jean Perimony Georges Didier, et de la comédienne Marie-Thérèse Arène, il suit ses études à l'École Massillon. Après des études à l'École d'architecture Paris-la-Seine et à l'École du Louvre, il est diplômé de l'École de Chaillot et est reconnu en 1986 plus jeune architecte en chef des monuments historiques de France depuis 1920.
Architecte en chef des monuments historiques de la Côte-d'Or de 1987 à 1992, puis des Deux-Sèvres de 1989 à 1990, il est chargé du Château des ducs de la Trémoïlle à Thouars entre 1989 et 1995, et du château d'Oiron entre 1990 et 1999.
Depuis 1990, il est architecte en chef de Saône-et-Loire et du château de Versailles, de ses dépendances en ville et du Grand Trianon, et on lui adjoint la ville de Versailles en 2000. Il est ainsi maître d'œuvre lors de travaux de toitures au Château de Montcony de 2002 à 2005 et travaille à la restauration du château d'Asnières en 2004. À Versailles, il dirige les travaux de rénovation de la galerie des Glaces de Versailles entre 2004 et 2007, puis la reconstitution de la grille royale en 2008, critiquée par certaines associations,, et la réouverture de l’opéra royal en 2009. À Chartres, il assure la maîtrise d'œuvre des travaux de restauration intérieurs de la cathédrale. Il dirige par ailleurs les travaux de restauration de Vézelay. Les partis architecturaux pris par Frédéric Didier dans ces deux opérations, comme dans celle de la grille du château de Versailles, font l'objet de critiques en France comme à l'étranger,.
En 2009, Frédéric Didier et trois confrères architectes en chef des Monuments historiques, Christophe Batard, Christophe Bottineau et Jacques Moulin, s'associent pour former l'agence 2BDM Architecture Patrimoine.
Il a également présidé le Collège des monuments historiques. Il est administrateur de la Société française d'archéologie, de la Société des amis de Versailles et des Vieilles maisons françaises (VMF), et secrétaire général de l'Académie des sciences morales, des lettres et des arts de Versailles et de l'Île-de-France.

## Publications

### Éditeurs
- De l'Hôpital royal au Carré des siècles : l'histoire d’une résurrection : l'îlot de l'Hôpital Richaud, en collaboration avec Emmanuel Sarméo, Jean-Michel Wilmotte, François Neveux, Paris, Éditions du Mécène, 2015, 160 pages  (ISBN 978-2358960427)
- Le Château d'Oiron et son cabinet de curiosités, en collaboration avec Jean Guillaume, Jean-Hubert Martin, Paris, Éditions du Patrimoine, 2000  (ISBN 2-85822-264-9)

### Versalia: revue de la société des amis de Versailles, périodiques
- « Charles-Frédéric Nepveu (1777-1862), Architecte du roi Louis-Philippe à Versailles, Témoin d’exil »  n° 19, 2016, p.165-180
- « Les Dépendances en ville du château de Versailles. Vingt années de réflexion et d’action », n° 18, 2015, p. 103-127
- « Le Plafond du pavillon des bains de la princesse de Conti à Versailles. Un témoin du goût arabesque sous Louis XIV à redécouvrir », n° 12, 2009, p. 55-70
- « La Grille et la Cour royales », n° 10, 2007, p. 26-43, en collaboration avec Annick Heitzmann
- « La Restauration du cabinet doré de la reine au château de Versailles », n° 8, 2005, p. 30-39
- « Un Témoin inédit au sein de l’appartement du roi : "boudoir de Louis XV" », n°7, 2004, p. 70-73.
- « L’Horloge de la cour de marbre au château de Versailles », n° 4, 2001, p. 62-71.
- « Les sculptures d'acrotères du Trianon de Marbre », n° 1, 1998, p. 40-47 [6], en collaboration avec Annick Heitzmann

### Congrès archéologique de France, Société française d'archéologie, Paris
- « Chalon-sur-Saône, Cathédrale Saint-Vincent, Le cloître », dans Monuments de Saône-et-Loire, 2010, p. 121-129.
- « Chalon-sur-Saône, Cathédrale Saint-Vincent, La reconstruction de la façade occidentale au XIXe siècle », dans Monuments de Saône-et-Loire, 2010, p. 113-120.
- « Le Château de Thouars », Deux-Sèvres, 2001, p. 333-347.

### Revue de l'histoire de Versailles et des Yvelines
- « Le palais du Roi de Rome à Rambouillet. Un palais impérial au destin mouvementé », t. 96, 2014, p. 126-137, en collaboration avec Emmanuel Sarméo
- « La chapelle de la Providence à la cathédrale Saint-Louis de Versailles, chef-d’œuvre de Louis-François Trouard », t. 96, 2014, p. 112-125, en collaboration avec Emmanuel Sarméo
- « La Place d’armes de Versailles, à la rencontre de la ville et du château », t. 92, 2010, p. 58-73.

### Bulletin du Centre de recherche du château de Versailles
« Versailles, un palais paré d’ocre, de pourpre et d’or », septembre 2009, http://crcv.revues.org/59

## Distinctions
- Chevalier de la Légion d'honneur
- Chevalier de l'ordre des Arts et des Lettres

## Source
- Notice biographique, Who's Who in France, édition 2009, 2008